# 三和完児
三和 完児（みわ　かんじ、1926年（大正15年）10月4日 - ）はタレント、作詞・作曲家、音楽評論家。 
本名は松岡寿夫(まつおか かずお)。
ペンネーム：佃清風（つくだ　せいふう）。

## 来歴・人物
神奈川県横浜市出身。
東京府南葛飾郡吾嬬町（のち東京市向島区、現墨田区立花）にて鉄筋業　松岡工業（廃業）を経営していた松岡滋忠の子として、9人兄弟の長男として生まれる。 
「司会の神様」の異名を持っていた。
1945年旧制日本大学第一中学校（現在の日本大学第一中学校・高等学校）を卒業。
1946年東邦楽劇団バンドマスターを経て、美空ひばり、江利チエミ、藤山一郎等の専属司会者として活動を始める。
1953年最初の民放テレビ「私も出まショー」のレギュラー司会となる。
1955年司会、タレントの傍ら、日本コロムビアレコードの専属作曲家となり、数々の作品を発表。
1961年よりフジテレビ系列の『キンカン素人民謡名人戦』で司会を務める。歴代司会者の中でも最長期間で「番組の顔」的存在となる、テレビ、ラジオなど多くのレギュラー番組をもち、タレント・ボードビリアンとして活動する一方、作曲家としても作品を残している。
1963年芸能/番組制作プロダクション「三広企画」を設立、代表を務める。
1978年タレント活動を引退。音楽活動を中心に後進の指導に専念する。
次男はイベント・舞台演出家　松岡宣幸。

## 作品（作曲）
- 「明日を信じよう」（唄：山田太郎）
- 「夫婦ちょうちん」（唄：畠山みどり）
- 「たまらないんだ逢いたくて」（唄：和田浩治）
- 「辛い別れさ」（唄：北原謙二）
- 「恋慕流し」（唄：北島三郎）
- 「田舎教師」/「癪な雨だぜ」/「銀座のシイチョウ野郎」/「こんな恋だってあるんだぜ」/「笑顔だよお加代ちゃん 」/「銀座のシイチョウ野郎」/ 　　　　　　　　　　　「こんな恋だってあるんだぜ」/他（唄：守屋浩）
- 「アキラのからくり」（唄：小林旭）
- 「裏窓の流れ星」/「夜霧はラベンダー」（唄：コロムビア・ローズ）
- 「湯の町姉妹」（唄：こまどり姉妹）
- 「銀座は不思議な街」（唄：若山彰）
- 「シオンの花」（唄：小宮恵子）
- 「どっかでリズム狂てる」/「負け惜しみの街角」（唄：佐々木功）　他、民謡アレンジ等多数。

## 出演及びレギュラー番組
- 「歌の饗宴」（フジテレビ）
- 「キンカン素人民謡名人戦」（フジテレビ）
- 「歌のスターレット」（日本テレビ）
- 「あなたもメイ優」（ニッポン放送）
- 「オールスター・パレード」」（ニッポン放送）
- 「日曜演芸館」（ニッポン放送）
- 「スター誕生」（ニッポン放送）
- 「パーキング・コーナー」（TBSラジオ）
- 映画「暗黒の旅券」（監督：鈴木清順）
- 東芝日曜劇場「パーキングコーナー」（TBS）
- 「ナゴヤ・ユーモヤ劇場」（CBC）
- 「演芸名人クラブ」（ラジオ福島）
- 「モダン寄席 サラリーマン心得帳」（関西テレビ）
- 「大旦那と若旦那」（フジテレビ）
- 「サラリーマン心得帖」（フジテレビ）
- 「日本の祭り」（フジテレビ）他

## 声優
- 「スケルトンの大笑劇場」（毎日放送）

## 執筆
- 「グランド現代百科事典/民謡部門」（1972年/学研）
- 「東洋楽理序説」